# كالفين جونسون
كالفين جونسون (بالإنجليزية: Calvin Johnson)‏ هو لاعب كرة قدم أمريكية أمريكي، ولد في 29 سبتمبر 1985 في نيونان في الولايات المتحدة.

## وصلات خارجية
- كالفين جونسون على موقع إي إس بي إن.كوم (أن.أف.أل)3
- كالفين جونسون على موقع مرجع كرة القدم المحترفة.كوم (الإنجليزية)
- كالفين جونسون على موقع كلية كرة القدم في سبورتس رفرنس.كوم (الإنجليزية)